# Верхнее Нолмъярви
Верхнее Нолмъярви — озеро на территории Юшкозерского сельского поселения Калевальского района Республики Карелии.

## Общие сведения
Площадь озера — 1,2 км². Располагается на высоте 88,4 метров над уровнем моря.
Форма озера продолговатая: оно вытянуто с северо-запада на юго-восток. Берега преимущественно заболоченные.
Через озеро протекает река Ноломайоки, втекающая в реку Сопу. Сопа впадает в озеро Кулянъярви, через которое протекает река Кемь.
Код объекта в государственном водном реестре — 02020000911102000005810.